# 황간군
| Daedongyeojido (Gyujanggak) 16-03.jpg |
| Daedongyeojido (Gyujanggak) 17-03.jpg |

황간군(黃澗郡) 또는 황간현(黃澗縣)은 영동군 동부 지역(상촌면, 황간면, 매곡면, 추풍령면)에 있었던 이전 행정구역이다. 오늘날 영동군 동부 지역의 전신이다.

## 역사
- 1895년 6월 23일(음력 윤5월 1일) 공주부 황간군으로 개편하였다.
- 1896년 8월 4일 충청북도 황간군으로 개편하였다.
- 1906년 경상북도 김산군 황금소면을 편입하였다.
- 1914년 4월 1일 영동군에 통폐합하였다.

## 1914년 이후
| 부령 제111호              |             |                                                                    |
| 구 행정구역               | 신 행정구역 | 신 행정구역                                                        |
| 황간군 군내면(郡內面)     | 황간면      | 남성리, 난곡리, 마산리, 소계리, 신흥리, 우매리, 원촌리             |
| 황간군 서면(西面)         | 황간면      | 금계리, 노근리, 백자전리, 용암리, 서송원리, 우천리, 회포리         |
| 황간군 상촌면(上村面)     | 상촌면      | 궁촌리, 대해리, 둔전리, 물한리, 유곡리, 상도대리, 하도대리, 흥덕리 |
| 황간군 매하면(梅下面)     | 상촌면      | 임산리                                                             |
| 황간군 매하면(梅下面)     | 매곡면      | 강진리, 돈대리, 공수리, 수원리, 어촌리                             |
| 황간군 오곡면(梧谷面)     | 매곡면      | 광평리, 노천리, 장척리, 옥전리, 유전리                             |
| 황간군 오곡면(梧谷面)     | 황금면      | 계룡리                                                             |
| 황간군 황금소면(黃金所面) | 황금면      | 관리, 사부리, 신안리, 작점리, 죽전리, 지봉리, 추풍령리             |